# Son of the South (película)
Son of the South es una película estadounidense de 2020 dirigida y escrita por Barry Alexander Brown y producida ejecutivamente por Spike Lee. Basada en la autobiografía de Bob Zellner The Wrong Side of Murder Creek: A White Southerner in the Freedom Movement, fue protagonizada por Lucas Till, Lucy Hale, Lex Scott Davis, Julia Ormond, Cedric the Entertainer, Sharonne Lainer, Mike C. Manning, Brian Dennehy y Chaka Forman.
Fue estrenada a nivel internacional en el Festival Estadounidense de Cine Negro el 26 de agosto de 2020.

## Sinopsis
El nieto de un miembro del Ku Klux Klan toma la inesperada y valiente decisión unirse al movimiento de lucha por los Derechos Civiles en los Estados Unidos luego de cumplir su mayoría de edad.

## Reparto
- Lucas Till es Bob Zellner
- Lucy Hale es Carol Anne
- Lex Scott Davis es Joanne
- Julia Ormond es Virginia Durr
- Cedric the Entertainer es Ralph Abernathy
- Sharonne Lainer es Rosa Parks
- Brian Dennehy es el abuelo
- Chaka Forman es Jim Forman
- Mike C. Manning es Townsend Ellis
- Shamier Anderson es Reggie
- Ludi Lin es Derek Ang